# John Flanagan (atleet)
John Jesus Flanagan (Kilbreedy - County Limerick, 9 januari 1873 - Kilmallock - County Limerick, 3 juni 1938) was een Amerikaanse kogelslingeraar van Ierse komaf. Hij werd in deze discipline driemaal olympisch kampioen.

## Biografie

### Als wereldrecordhouder geëmigreerd
De in Ierland geboren Flanagan emigreerde in 1896 naar de Verenigde Staten. Toen hij emigreerde was hij al wereldrecordhouder kogelslingeren. Op 9 september 1895 had hij het wereldrecord in Clonmel namelijk al op 44,46 m gebracht. In Amerika kwam Flanagan bij de New Yorkse politie terecht, een beroep waarbij regelmatig lichaamskracht moest worden ingezet.

### Eerste olympische goud
In 1900 deed Flanagan voor zijn nieuwe vaderland mee aan de Olympische Spelen in de disciplines kogelslingeren en discuswerpen. Bij het kogelslingeren won hij goud voor zijn landgenoten Truxton Hare en Josiah McCracken. Hierbij dient te worden vermeld, dat de werpers grote hinder ondervonden van de bomen die op hun baan stonden. Herhaaldelijk verdwenen de kogels in het gebladerte.
In 1904, het jaar waarin Flanagan een nieuw wereldrecord kogelslingeren neerzette, nam hij in St. Louis zelfs deel aan drie onderdelen: kogelslingeren, discuswerpen en gewichtwerpen. Op het eerste onderdeel veroverde hij opnieuw goud; bij het discuswerpen viel hij met een vierde plaats en een beste prestatie van 36,14 net buiten de prijzen, maar bij het gewichtwerpen behaalde hij met 10,18 m zilver.

### Drievoudig olympisch kampioen
Vier jaar later, in 1908, veroverde hij op de Spelen in Londen voor de derde keer olympisch goud, waarbij hij opnieuw zijn eigen olympisch record bijstelde tot 51,92. Dit was des te bewonderenswaardiger, omdat hij last had van een spierblessure. Het lukte hem dan ook pas bij zijn laatste poging om voorbij zijn concurrenten te geraken.
Een jaar later liet Flanagan met zijn 41 jaar zien, dat hij nog steeds kon kogelslingeren. Op 24 juli 1909 kwam hij in New Haven tot een afstand van 56,18, zijn achttiende wereldrecord.

### Terug naar Ierland
In 1911 verliet Flanagan de Verenigde Staten om terug te gaan naar Ierland. Nadat zijn vader in 1924 was overleden, keerde hij in 1924 terug naar County Limerick, waar hij in 1938 overleed.

## Titels
- Olympisch kampioen kogelslingeren - 1900, 1904, 1908
- Brits kampioen kogelslingeren - 1896, 1900
- Amerikaans kampioen kogelslingeren - 1897, 1898, 1899, 1901, 1902, 1906, 1907

## Persoonlijke records
| Onderdeel      | Prestatie       | Datum        | Plaats    |
| -------------- | --------------- | ------------ | --------- |
| discuswerpen   | 38,15 m         | 1904         |           |
| kogelslingeren | 56,18 m (ex-WR) | 24 juli 1909 | New Haven |

## Wereldrecords kogelsingeren
| Prestatie | Datum             | Plaats      |
| --------- | ----------------- | ----------- |
| 44,46     | 9 september 1895  | Clonmel     |
| 44,80     | 6 april 1896      | Londen      |
| 45,94     | 31 mei 1897       | Bayonne     |
| 46,81     | 15 mei 1898       | New Orleans |
| 47,18     | 11 juni 1898      | New York    |
| 48,26     | 11 juni 1898      | New York    |
| 48,27     | 23 juli 1898      | Boston      |
| 50,01     | 22 juli 1899      | New York    |
| 50,24     | 30 juli 1899      | New York    |
| 50,82     | 23 september 1899 | New York    |
| 51,10     | 23 september 1899 | New York    |
| 51,61     | 29 september 1900 | New York    |
| 52,35     | 2 september 1901  | New York    |
| 52,71     | 31 juli 1904      | New York    |
| 53,38     | 20 juni 1908      | Torrington  |
| 56,18     | 24 juni 1909      | New Haven   |

## Palmares

### hoogspringen
- 1895:  Ierse kampioenschappen

### verspringen
- 1895:  Ierse kampioenschappen

### discuswerpen
- 1904: 4e OS - 36,14 m *

### kogelslingeren
- 1900:  OS - 51,01 m (OR)[4]

- 1904:  OS - 51,23 m (OR)
- 1908:  OS - 51,92 m (OR)

### gewichtwerpen (25,4 kg)
- 1904:  OS - 10,16 m **

* Ekkehard zur Megede vermeldt in Die Geschichte der olympischen Leichtathletik - Band 1: 1896-1936 (bron: zie hieronder) als beste prestatie 36,15 m

** Ekkehard zur Megede vermeldt in Die Geschichte der olympischen Leichtathletik - Band 1: 1896-1936 als beste prestatie 10,18 m
1900: John Flanagan ·
1904: John Flanagan ·
1908: John Flanagan ·
1912: Matt McGrath ·
1920: Patrick Ryan ·
1924: Fred Tootell ·
1928: Pat O'Callaghan ·
1932: Pat O'Callaghan ·
1936: Karl Hein ·
1948: Imre Németh ·
1952: József Csermák ·
1956: Harold Connolly ·
1960: Vasili Roedenkov ·
1964: Romuald Klim ·
1968: Gyula Zsivótzky ·
1972: Anatoli Bondartsjoek ·
1976: Joeri Sedych ·
1980: Joeri Sedych ·
1984: Juha Tiainen ·
1988: Sergej Litvinov ·
1992: Andrej Abdoevalijev ·
1996: Balázs Kiss ·
2000: Szymon Ziółkowski ·
2004: Koji Murofushi ·
2008: Primož Kozmus ·
2012: Krisztián Pars ·
2016: Dilsjod Nazarov ·
2020: Wojciech Nowicki ·
2024: Ethan Katzberg
- World Athletics: 14991890
- Library of Congress Control Number: nr2006008552
- Virtual International Authority File: 76276443
- WorldCat: E39PBJdRC4JwrXgmJrQcGwyw4q